# Dan Puric

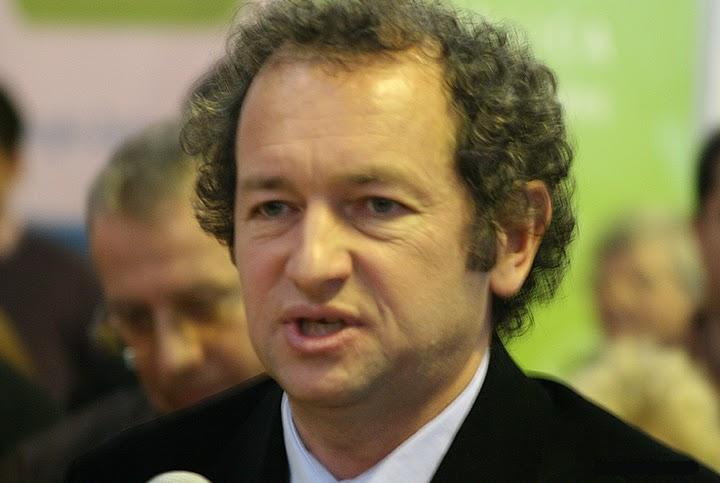
Dan Puric (2008)

Dan Puric (* 12. Februar 1959 in Bukarest) ist ein rumänischer Schauspieler und Theaterregisseur, der auch als Pantomime bekannt ist.

## Leben
Puric studierte bis 1978 am Nicolae-Tonitza-Kunstgymnasium in Bukarest, danach bis 1985 am Institut für Theater- und Filmkunst. Die nächsten drei Jahre war er am Theater in Botoșani als Schauspieler engagiert. Seitdem ist er Schauspieler beim Rumänischen Nationaltheater "Ion Luca Caragiale".
2008 veröffentlichte er das umstrittene Buch Cine suntem (Wer wir sind).

## Filmografie
- 1983: Prea cald pentru luna mai (Zu warm für den Monat Mai)
- 1983: Imposibila iubire (Die unmögliche Liebe)
- 1984: Sosesc păsările călătoare (Die Wandervögel kommen an)
- 1988: O vară cu Mara (Ein Sommer mit Mara)
- 1991: Tinerețe frântă (Gebrochene Jugend)
- 2004: Orient Express